# Nikab

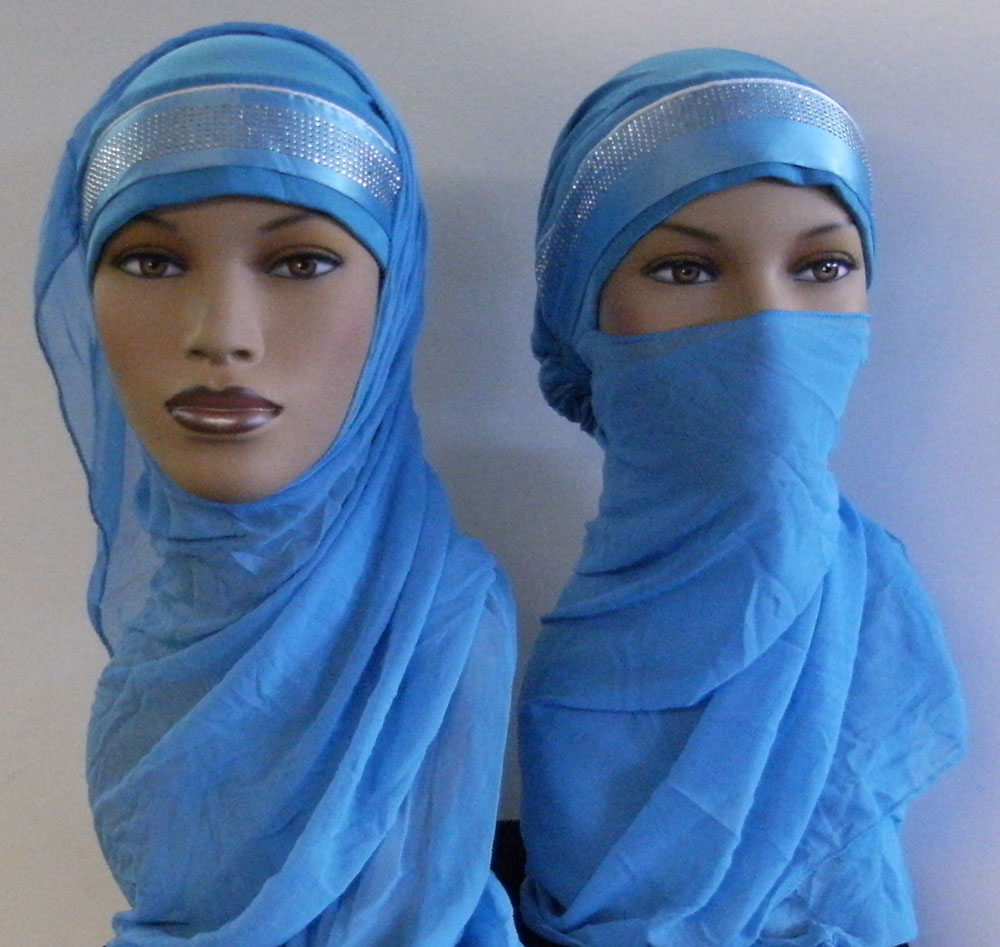
Hidjab (links) en Nikab (rechts)

De nikab (ook nikaab, niqab of niqaab) (Arabisch: نقاب, niqāb) is de Arabische benaming voor een sluier die het gezicht bedekt en de ogen (meestal) vrijlaat. Dit in tegenstelling tot de boerka (volledige lichaam- en gezichtsbedekking, inclusief de ogen).

## Dracht
Het kledingstuk wordt gedragen door sommige islamitische vrouwen in het Midden-Oosten. In bepaalde landen is het een door de overheid voorgeschreven dracht. Door migratie zijn er ook in Europa en elders gelovige islamitische vrouwen die het kledingstuk gebruiken wanneer zij zich buitenshuis begeven. Het dragen van een nikab is echter verboden in België, Frankrijk, Italië en sinds 2019 ook in Nederland. Vanwege veiligheidsredenen zijn sinds 2017 nikab en boerka ook in Marokko verboden.

## Omschrijving
Een nikab bestaat, in tegenstelling tot een boerka, slechts uit een stuk stof vaak van donkere kleur om het gezicht mee te bedekken. Die wordt soms over een gewone hoofddoek heen of aanvullend op een chador gedragen en zit dus niet vast aan andere kledingstukken. Veelal wordt de nikab gedragen in combinatie met een bedekkende mantel of jurk, zoals een abaya.

## Afbeeldingen

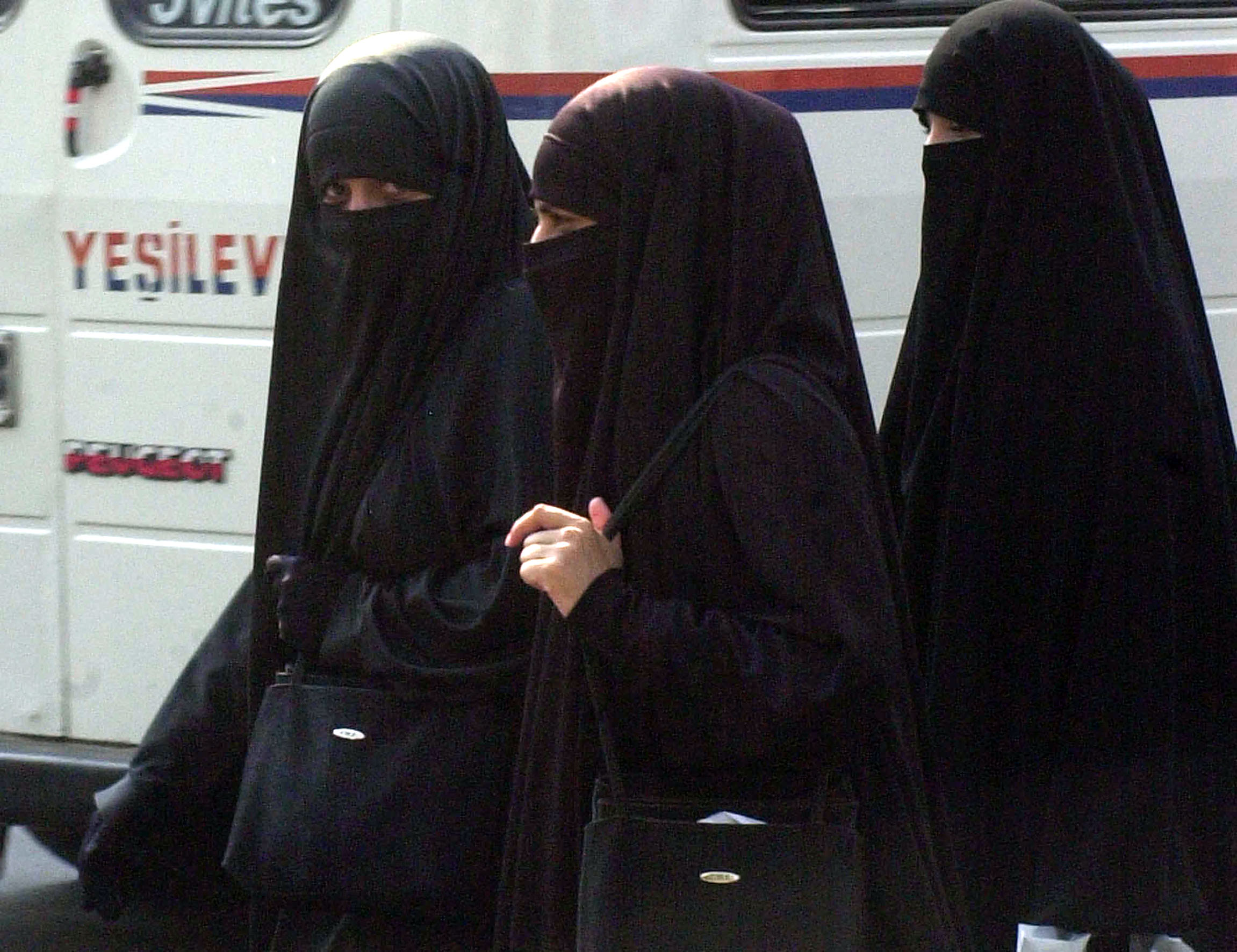
Drie vrouwen in Adana (Turkije) die nikabs dragen
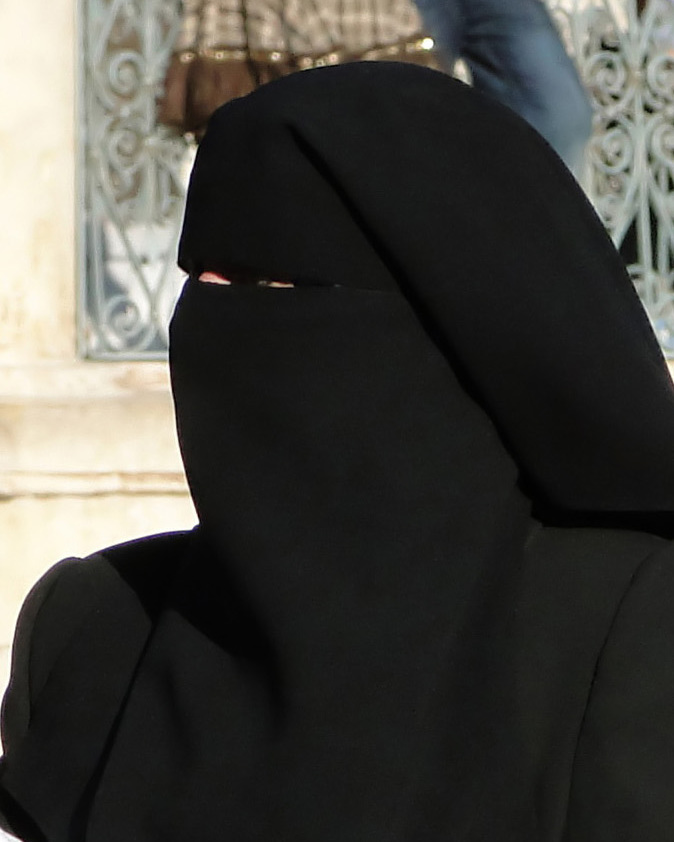
Een vrouw in Aleppo (Syrië) die een nikab draagt
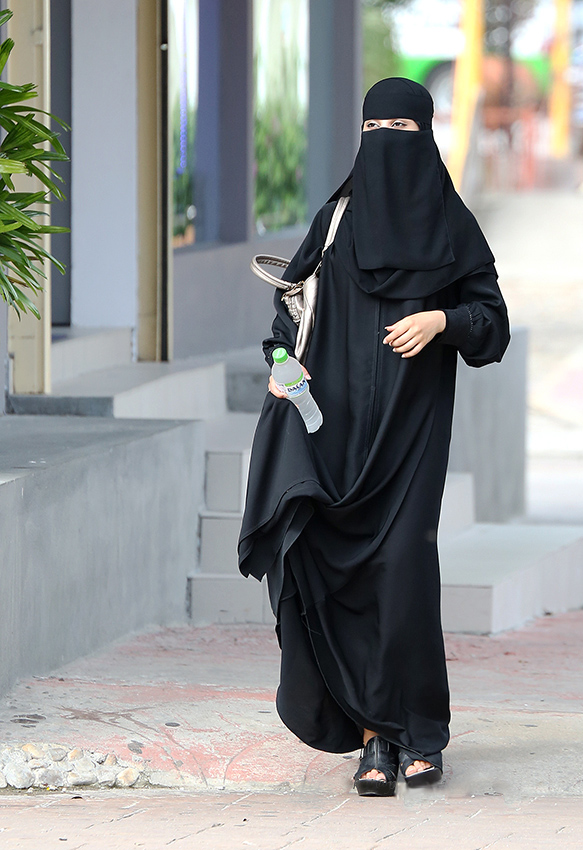
Een Saoedische vrouw die een nikab draagt
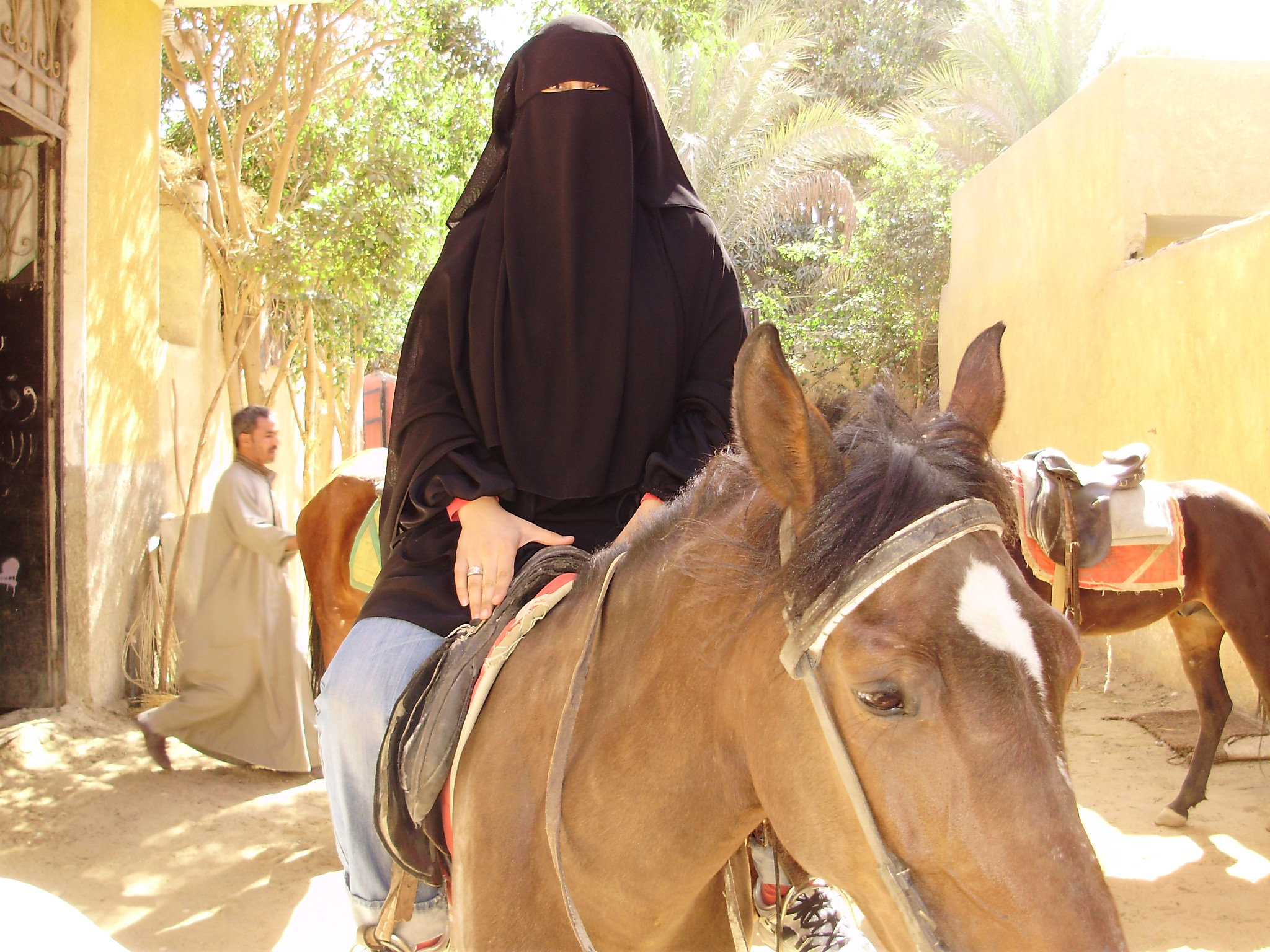
Een Egyptische vrouw die een nikab draagt